# Di Manes
Di Manes (eller Manes, de afdødes ånder) var betegnelsen for dødekulten i romersk religion. Romerske gravsten bar ofte inskriften D.M. for Dis Manibus, viet til Manes. Di manes blev også brugt om underverdenen og blev i særlig grad dyrket under Parentaliafesten i februar.
I kejsertiden overtog romerne i stigende grad de græske og etruskiske forestillinger om et egentligt dødsrige, og de døde blev nu mere individuelle, men betegnelsen manes var stadig i flertal.